# Espaço compacto
Em matemática, mais especificamente em topologia geral, o conceito de compacidade é uma extensão topológica das ideias de finitude e limitação. O início do estudo de espaços compactos se deu no final do século XIX, pelas mãos de Émile Borel e Henri Lebesgue e as observações acerca de intervalos fechados e limitados da reta real. Com o advento de novas classes de espaços topológicos (espaços de funções, espaços definidos em termos de vizinhanças e espaços métricos) a noção de compacidade modificou-se para acompanhar as generalizações; passando por sequencialmente compacto, enumeravelmente compacto (Riesz - 1908, Vietoris - 1912, Janiszewski - 1913, Kuratowski, Sierpiński e Saks - 1921) e finalmente chegando na definição empregada hoje (Alexandrof e Urysohn - 1923).

## Definição e Equivalências
Um recobrimento para um conjunto {\displaystyle X} é uma coleção {\displaystyle {\mathcal {R}}} de subconjuntos de {\displaystyle X} tal que {\displaystyle \bigcup {\mathcal {R}}=X}. Um subrecobrimento de {\displaystyle {\mathcal {R}}} é uma coleção {\displaystyle {\mathcal {S}}\subseteq {\mathcal {R}}} que também é um recobrimento de {\displaystyle X}, i.e. {\displaystyle \bigcup {\mathcal {S}}=X}.
Diz-se que um espaço topológico {\displaystyle X} é compacto se possuir a  propriedade de Hausdorff e qualquer recobrimento por abertos de {\displaystyle X} admitir um subrecobrimento finito. O leitor deve estar atento que a escola americana define espaço compacto como espaços em que todo recobrimento por abertos (do espaço em questão) admite subrecobrimento finito, o que é chamado de quase-compacto. A definição usando a  Espaço Hausdorff é uma característica das escolas francesa, polonesa e russa.
Uma família {\displaystyle {\mathcal {F}}} de subconjuntos de um conjunto {\displaystyle X} possui a propriedade da intersecção finita (abreviadamente, p.i.f.) se, para qualquer {\displaystyle {\mathcal {F}}_{0}\subseteq {\mathcal {F}}} finita, verificar {\displaystyle \bigcap {\mathcal {F}}_{0}\neq \emptyset }. É passivo de verificação que, um espaço topológico {\displaystyle X} é (quase-)compacto se, e somente se, qualquer família de fechados de {\displaystyle X} com a p.i.f. possuir intersecção não vazia.
Uma base para um espaço topológico {\displaystyle X} é uma coleção de abertos {\displaystyle {\mathcal {A}}} de {\displaystyle X} tal que, para qualquer aberto {\displaystyle U\subseteq X}, existe {\displaystyle {\mathcal {B}}_{U}\subseteq {\mathcal {B}}} tal que {\displaystyle U=\bigcup {\mathcal {B}}_{U}}. Uma subbase para {\displaystyle X} é uma coleção {\displaystyle {\mathcal {S}}} não-vazia de abertos desse espaço tal que
{\displaystyle \left\{\bigcap {\mathcal {S}}_{0}:{\mathcal {S}}_{0}\subseteq {\mathcal {S}}{\text{ e }}{\mathcal {S}}_{0}{\text{ é finita e não-vazia}}\right\}}
é uma base de {\displaystyle X}. É um resultado devido a James Waddell Alexander II que um espaço topológico {\displaystyle X} é (quase-)compacto se, e somente se, qualquer recobrimento de {\displaystyle X} por abertos de uma subbase desse espaço admitir um subrecobrimento finito.
Se {\displaystyle X} é um espaço topológico, diz-se que um ponto {\displaystyle x\in X} é um ponto de acumulação total de um subconjunto {\displaystyle A\subseteq X} se, dada qualquer vizinhança {\displaystyle U\subseteq X} de {\displaystyle x}, {\displaystyle |A\cap U|=|A|}. É um resultado devido a Vietoris, Kuratowski, Sierpinski, Alexandroff e Urysohn que as seguintes afirmações são equivalentes
- {\displaystyle X} é compacto;
- Qualquer subconjunto infinito de {\displaystyle X} possui um ponto de acumulação completo;
- Dada qualquer sequência transfinita {\displaystyle \subseteq }-decrescente {\displaystyle \langle F_{\lambda }\rangle _{\lambda <\alpha }} de fechados não-vazios de {\displaystyle X}, a intersecção {\displaystyle \bigcap _{\lambda <\alpha }F_{\lambda }} é não-vazia.

É um resultado devido a Kuratowski, Mrówka e Bourbaki que as seguintes afirmações, acerca do espaço {\displaystyle X}, são equivalentes:
- X é (quase-)compacto;
- Para qualquer espaço {\displaystyle Y} a projeção {\displaystyle p:X\times Y\to Y} é fechada;
- Para qualquer espaço normal {\displaystyle Y} a projeção {\displaystyle p:X\times Y\to Y} é fechada.

Em termos de convergência em um espaço Hausdorff {\displaystyle X}, é possível observar a equivalência das seguintes afirmações:
- {\displaystyle X} é (quase-)compacto;
- Qualquer filtro em {\displaystyle X} admitir um ponto de acumulação;
- Qualquer rede em {\displaystyle X} admitir um ponto de acumulação.

## Exemplos
- Qualquer espaço finito é quase-compacto;
- Qualquer espaço carregando topologia cofinita é quase-compacto.
- A topologia de ordem direita e a topologia de ordem esquerda em um conjunto totalmente ordenado e limitado são (quase-)compactas.
- Qualquer conjunto fechado e limitado de um espaço euclididano ({\displaystyle \mathbb {R} ^{n}}) é compacto.[1]
- Qualquer compacto da Reta de Sorgenfrey é enumerável.

## Propriedades
- Qualquer fechado em espaço quase-compacto é quase-compacto;
- Qualquer compacto é um espaço normal;
- Todo subspaço compacto de um espaço Hausdorff é fechado;
- Uma imagem contínua de espaços compactos é compacto.
- Toda bijeção contínua de um espaço compacto em um espaço Hausdorff é um homeomorfismo;
- A união finita de espaços (quase-)compactos é (quase-)compacto.
- (Teorema de Tychonoff) O produto qualquer de espaços (quase-)compactos é (quase-)compacto.
- Toda função contínua de {\displaystyle \mathbb {R} ^{n}} em {\displaystyle \mathbb {R} ^{m}} definida num compacto é uniformemente contínua.[2]